# Logistique inverse
Pour les articles homonymes, voir Logistique (homonymie).
La logistique inverse ou logistique retour concerne toutes les opérations liées à la réutilisation des produits et matériaux. C'est le processus de déplacement des marchandises à partir du lieu de livraison final afin de capturer de la valeur additionnelle ou les éliminer de manière appropriée. Les activités de réparation et de remise sur le marché peuvent également être incluses dans la définition de la logistique inverse. "  Les préoccupations écologiques croissantes des consommateurs et l'avancement des concepts et des pratiques de la chaîne d'approvisionnement le rendent d'autant plus pertinent. La quantité de publications sur le thème de la logistique inversée a considérablement augmenté au cours des deux dernières décennies. La première utilisation du terme «logistique inverse» dans une publication a été faite par James R. Stock dans un livre blanc intitulé «Logistique inverse», publié par le Council of Logistics Management en 1992  Le concept a été affiné dans des publications ultérieures de Stock (1998) dans un autre livre du Council of Logistics Management, intitulé Development and Implementation of Reverse Logistics Programs  et par Rogers et Tibben-Lembke (1999) dans un livre publié par The Reverse Association de la logistique intitulée Going Backwards: Reverse Logistics Trends and Practices. Le processus de logistique inverse comprend la gestion et la vente des surplus et les locations de matériel. En logistique inverse, le bien recule d'au moins une étape dans la chaîne d'approvisionnement . Par exemple, les marchandises passent du client au distributeur ou au fabricant.
La réussite des entreprises impliquées dans la logistique, en particulier dans le commerce en ligne, dépend d'une gestion efficace de la logistique inverse. Les entreprises peuvent transformer cette difficulté en une opportunité de fidélisation des clients en comprenant les raisons des retours, en créant une politique de retour claire, en simplifiant le processus de retour, en optimisant la gestion des stocks et en renforçant le contrôle qualité. Une approche proactive des retours de marchandises peut améliorer la satisfaction du client et renforcer la réputation de l'entreprise sur le marché.
Lorsque le bien d'un fabricant est convoyé par un réseau Supply Chain, c'est le plus souvent pour atteindre le distributeur ou le client. À l'inverse, toute action logistique après la livraison du produit implique une logistique inverse. Si le produit est défectueux, le client retournera le produit. Le fabricant doit alors organiser l'expédition du produit défectueux, tester le produit, le démonter, le réparer, le recycler ou l'éliminer.

## Implications commerciales
Sur le marché actuel, de nombreux détaillants traitent les retours de marchandises comme des transactions individuelles et décousues. "Le défi pour les commerçants et les vendeurs est de traiter les retours avec un niveau de service qui permet une collecte et un retour des marchandises rapide, efficace et rentable. Les exigences des clients évoluent de plus en plus vers un niveau de service élevé qui inclut la précision et la rapidité. Il incombe à l'entreprise de logistique de raccourcir le délai entre la demande de retour et la revente du produit. "   De plus, en raison du lien entre la logistique inverse et la fidélisation de la clientèle, il est devenu un élément clé de la gestion du cycle de vie du produit (SLM en anglais), cycle allant de la fabrication à la vente dans un circuit de seconde main si le produit le permet.
La logistique inverse est plus qu'une simple gestion des retours, ce sont toutes les activités commerciales ou non liées à éviter les retours, à leur stockage, à l'élimination (bons, recyclage, offres commerciales, destruction) des pertes, et à tous les autres problèmes liés à l'après vente des produits récupérés". La gestion des retours - de plus en plus reconnue comme affectant le positionnement concurrentiel - est un lien important entre le marketing et la logistique. Sa nature transversale suggère que toutes entreprises y gagnerait à travailler sur ce sujet. En particulier, la capacité d'une entreprise à réagir et à prévoir l'influence de facteurs externes sur la logistique inverse est améliorée par une meilleure intégration interne. Dans la planification des retours d'une entreprise, un des facteurs principaux est la valeur restante des biens retournés et comment récupérer cette valeur. "Les marchandises retournées, ou des éléments du produit, peuvent être ramenés aux fournisseurs et aux partenaires de la chaîne d'approvisionnement pour qu'ils les réparent/ réutilisent".
Les prestataires logistiques observent que jusqu'à 7 % des profits bruts d'une entreprise sont captées par les coûts de retour. La majorité des contrats de logistique inverse sont personnalisés pour s'adapter à la taille et au type de contrat de l'entreprise. Les 3PL réalisent eux-mêmes 12 à 15 % de bénéfices sur cette activité.
"Des études ont montré qu'en moyenne, 4% à 6% de tous les achats au détail sont retournés, ce qui coûte environ 40 milliards de dollars par an aux secteurs concernés." 
La recherche en logistique inverse anglo-saxonne de plus, révélé que 84,6 % des entreprises aux États-Unis utilisent le marché secondaire et 70 % considèrent le marché secondaire comme un "avantage concurrentiel".

## Retour des marchandises invendues
Dans certaines industries, les biens sont distribués aux membres en aval de la chaîne d'approvisionnement. Les contrats prévoient dans ce cas que les biens peuvent être retournés s'ils ne sont pas vendus, par exemple les journaux et les magazines. Les biens sont alors remboursés selon le contrat passé entre les deux sociétés. Cela incite les membres en aval à prendre plus de stock. Cependant, ce concept logistique comporte également un risque distinct. Le membre en aval de la chaîne d'approvisionnement pourrait exploiter la situation en commandant plus de stock que nécessaire et en retournant de gros volumes. De cette façon, le partenaire en aval est en mesure d'offrir un niveau de service élevé sans supporter les risques liés aux stocks importants. Le fournisseur finance alors l'inventaire du membre en aval. Il est donc important d'analyser les comptes clients avec minutie et prendre des mesures le cas échéant.

## Emballage réutilisable

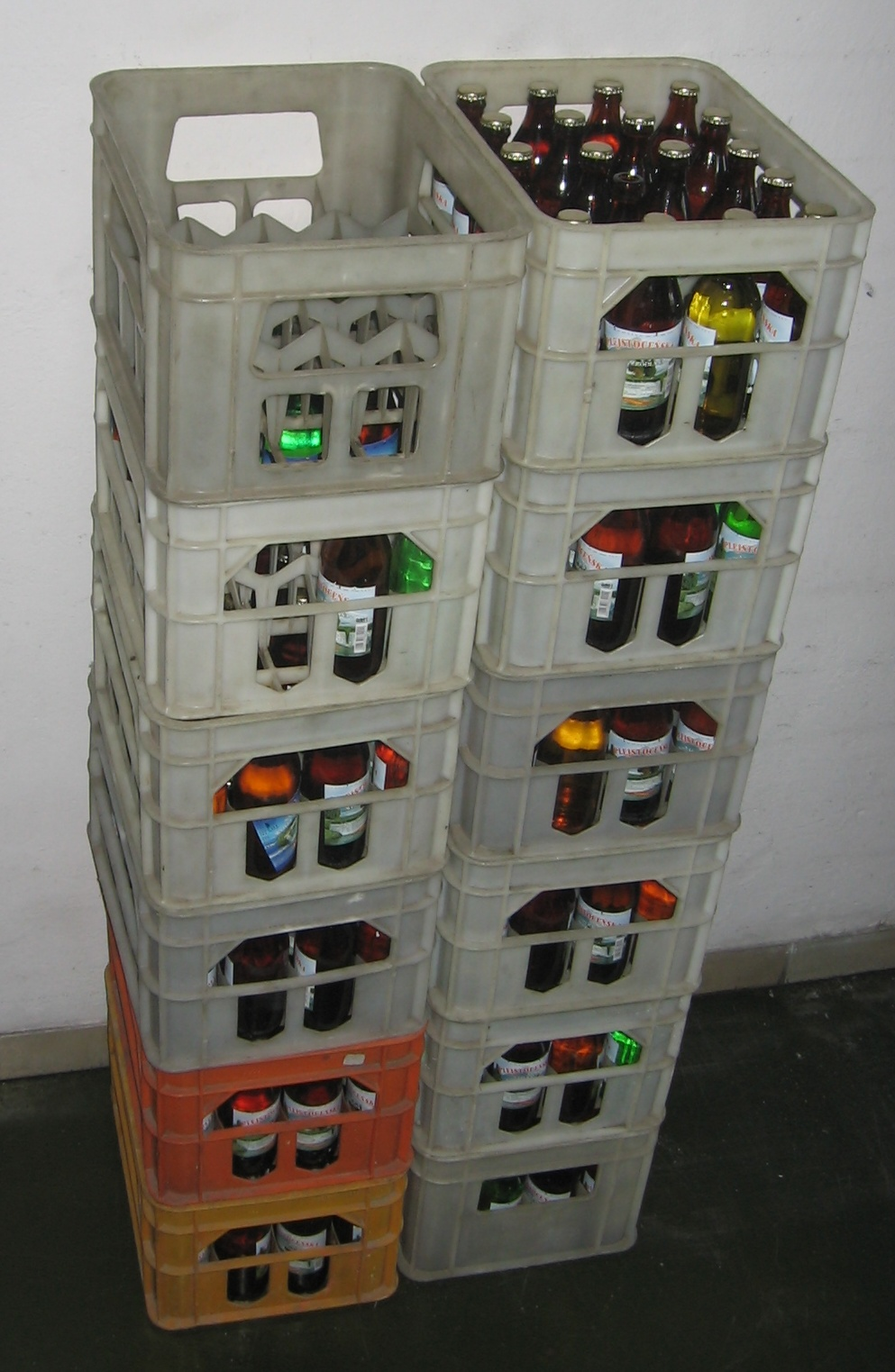
Bouteilles d' eau minérale réutilisables dans des caisses

Les systèmes d' emballage réutilisables nécessitent un système logistique en circuit fermée . Les exemples incluent les palettes réutilisables, des conteneurs, des récipients tels des bouteilles réutilisables pour le lait, les sodas et la bière, des bonbonnes de gaz comprimé, des fûts de bière, etc.

## Refus des produits en vente à la livraison (COD)
En cas de commerce en ligne, certains sites web offrent la flexibilité du paiement à la livraison (COD en anglais) à leurs clients. Certains clients refusent le produit au moment de la livraison, il n'y a en effet aucun engagement à prendre réception du produit en Europe. Le produit doit alors être remboursé ou  remplacé sous 14 jours à compter de la réception dans l'entrepôt du détaillant. Le prestataire de services logistiques suit alors le processus de logistique inverse pour les produits refusés. Il est également connu sous le nom de Return to Origin (RTO). Dans ce processus, la société de commerce en ligne ajoute à nouveau la livraison refusée à son stock d'inventaire, après des contrôles de qualité appropriés selon les règles de la société.